# Nguyễn Mậu (Thanh Hà)
Nguyễn Mậu (? - ?), tiến sĩ nho học, người xã Du La, huyện Bình Hà, phủ Nam Sách; nay thuộc xã Cẩm Chế, huyện Thanh Hà, tỉnh Hải Dương.
Thời Nhà Lê, Nguyễn Mậu thi đỗ Đệ tam giáp đồng Tiến sĩ xuất thân khoa Nhâm Tuất niên hiệu Cảnh Thống năm thứ Năm (1502) đời vua Lê Hiến Tông. Đời vua Lê Tương Dực, năm 1513, ông giữ chức Hàn lâm viện Kiểm thảo kiêm Hiến sát sứ Thanh Hoa. Đến đầu đời vua Lê Chiêu Tông, ông chuyển làm Tham chính Hải Dương. Đời vua Lê Cung Hoàng ông giữ chức Ngự sử đài Đô ngự sử.
Thời Nhà Mạc, Nguyễn Mậu tiếp tục được trọng dụng làm quan, được phong tước Văn Đạt bá. Sách "Đại Việt lịch đại tiến sĩ khoa thực lục" có ghi: ông được thăng đến chức Thượng thư, Văn minh điện đại học sĩ, tước lễ Quận công. Ông từng hai lần đi sứ sang nhà Minh (Trung Quốc).